# Мурата
Мурата (яп. 村田町 Мурата-мати) — посёлок в Японии, находящийся в уезде Сибата префектуры Мияги. Площадь посёлка составляет 78,41 км², население — 11 673 человека (31 июля 2014), плотность населения — 148,87 чел./км².

## Географическое положение
Посёлок расположен на острове Хонсю в префектуре Мияги региона Тохоку. С ним граничат города Сендай, Натори, Иванума и посёлки Огавара, Сибата, Кавасаки, Дзао.

## Население
Население посёлка составляет 11 673 человека (31 июля 2014), а плотность — 148,87 чел./км². Изменение численности населения с 1980 по 2005 годы:
| 1980 | 13 370 чел. |  |
| 1985 | 13 807 чел. |  |
| 1990 | 13 632 чел. |  |
| 1995 | 13 539 чел. |  |
| 2000 | 13 166 чел. |  |
| 2005 | 12 740 чел. |  |

## Символика
Деревом посёлка считается сосна, цветком — османтус, птицей — Phasianus versicolor.